# Dorothy Hansine Andersen
Dorothy Hansine Andersen (15 de maio de 1901 – 3 de março de 1963) foi uma patologista  e pediatra estadunidense, a primeira pessoa a identificar a fibrose cística e a primeira médica estadunidense a descrever a doença.

## Primeiros anos
Nascida em Asheville, Carolina do Norte, Andersen foi a única filha de Hans Peter Andersen e Mary Louise Mason. Hans Peter Andersen morreu em 1914, quando Dorothy tinha treze anos de idade; depois de se mudar para Saint Johnsbury, Vermont, Maria Luísa morreu seis anos depois. Com a idade de dezenove anos, Dorothy tornou-se totalmente responsável por seu bem-estar e finanças. Ela garantiu sozinha sua condição financeira durante a faculdade e, em 1922, recebeu o diploma de bacharel em química e zoologia do Mount Holyoke College. Andersen passou a frequentar a escola de medicina da Johns Hopkins University e tornou-se médica em 1926. Aí, ela começou sua carreira de pesquisa, em especial descrevendo o sistema reprodutivo feminino de um porco.
Depois que ela se formou na Johns Hopkins, Andersen atuou como assistente de ensino em anatomia na Escola de Medicina de Rochester. Um ano mais tarde, ela tornou-se assistente de cirurgia no Strong Memorial Hospital, em Rochester, Nova York. Depois de completar o seu estágio de assistente, Andersen não pode realizar a residência, proibida para mulheres. Isso levou Andersen a colocar seu foco em pesquisa e, em 1929, ela começou a trabalhar na Universidade Columbia, como assistente em patologia. Mais tarde, ela foi convidada a entrar para a faculdade como professora na Columbia Medical School. Na Universidade de Columbia, Andersen começou a trabalhar em seu doutorado em ciências médicas pelo estudo da endocrinologia, especificamente, a influência das glândulas endócrinas na taxa de maturação sexual em ratos. Em 1935, ela recebeu seu doutorado pela Universidade de Columbia e trabalhou como patologista no Columbia Presbyterian Medical Center. Foi aí que Andersen permaneceu pelo resto de sua carreira médica e, eventualmente, tornou-se chefa de patologia, em 1952. No mesmo ano, Dorothy Hansine Andersen foi premiada com o Prêmio Elizabeth Blackwell.

## Pesquisa e carreira
Em sua pesquisa, Andersen desenvolveu resultados na patologia da doença celíaca, observando uma fibrose distinta que levava ao mau funcionamento do pâncreas em pacientes que morreram de doença celíaca. Esse resultado foi publicado no American Journal of Diseases of Children, em 1938, quando Andersen cunhou o termo "fibrose cística do pâncreas." Ela foi premiada com o Prêmio E. Mead Johnson por ter identificado essa doença. Em 1942, Andersen desenvolveu o primeiro teste de diagnóstico eficiente da fibrose cística com Paul di Sant'Agnese (que também trabalhou na Universidade de Columbia). Em 1948, A Academia Americana de Pediatria concedeu-lhe  a Borden Bronze Plaque por seu trabalho bem-sucedido em "determinar a eficácia de diferentes antibióticos em aliviar as infecções do tracto respiratório que são a principal causa de morte no caso da fibrose cística." Em 1958, Andersen tornou-se professora em tempo integral em Columbia.
No fim de sua carreira, Andersen desenvolveu câncer de pulmão por conta do tabagismo e foi submetida a uma cirurgia em 1962. Dorothy Hansine Andersen morreu com a idade de sessenta e um anos em 3 de Março de 1963, em Nova York. Depois de sua morte, em 1963, ela foi homenageada com a Distinguished Service Medal  no Columbia Presbyterian Medical Center. Em memória de seu trabalho sobre a fibrose cística, Dorothy Hansine Andersen foi nomeada para o National Women's Hall of Fame em 2002.

## Leitura complementar
- Windsor, Laura Lynn (2002). Women in medicine : an encyclopedia. [S.l.: s.n.] ISBN 9781576073926